# Taeromys callitrichus
Taeromys callitrichus  (Jentink, 1879) è un roditore della famiglia dei Muridi endemico di Sulawesi.

## Descrizione

### Dimensioni
Roditore di medie dimensioni, con la lunghezza della testa e del corpo tra 220 e 240 mm, la lunghezza della coda tra 240 e 260 mm, la lunghezza del piede tra 51 e 54 mm, la lunghezza delle orecchie tra 26 e 28 mm e un peso fino a 363 g.

### Aspetto
Le parti superiori sono marroni brillanti, mentre le parti ventrali sono griogie, con le punte dei singoli peli bruno-giallastre. Le labbra sono bianche, le vibrisse sono marroni. Le orecchie sono larghe e arrotondate. La coda è solitamente più corta della testa e del corpo, la metà basale è bruno-nerastra, la metà terminale è bianca.

## Biologia

### Comportamento
È una specie terricola e notturna.

### Alimentazione
Si nutre di frutta, foglie di felci e insetti.

### Riproduzione
Danno alla luce un piccolo alla volta.

## Distribuzione e habitat
Questa specie è diffusa nella parte nord-orientale di Sulawesi.
Vive nelle foreste primarie sempreverdi di pianura e nelle foreste montane tra 760 e 2.260 metri di altitudine.

## Conservazione
La IUCN Red List, sebbene sia stata registrata su un areale molto vasto, ma le informazioni sul proprio habitat e sulla popolazioni sono scarse, classifica T.callitrichus come specie con dati insufficienti (DD).